# District de Fengman
Le district de Fengman (丰满区 ; pinyin : Fēngmǎn Qū) est une subdivision administrative de la province du Jilin en Chine. Il est placé sous la juridiction de la ville-préfecture de Jilin dont il forme un des districts urbains. Il s'étend autour de la vallée de la Songhua depuis la banlieue sud de Jilin jusqu'au lac de la Songhua.
Il est composé de sept quartiers, Taishan (泰山街道), Fengman (丰满街道), Gaoxin (高新街道), Hongqi (红旗街道), Jiangnan (江南街道), Shijing (石井街道), Yanfeng (沿丰街道), d'un bourg, Wangqi (旺起镇), et de trois cantons, Jiangnan (江南乡), Qian Erdao (前二道乡), Xiao Baishan, (小白山乡).
Taishan est le chef-lieu du district.

## Notes et références

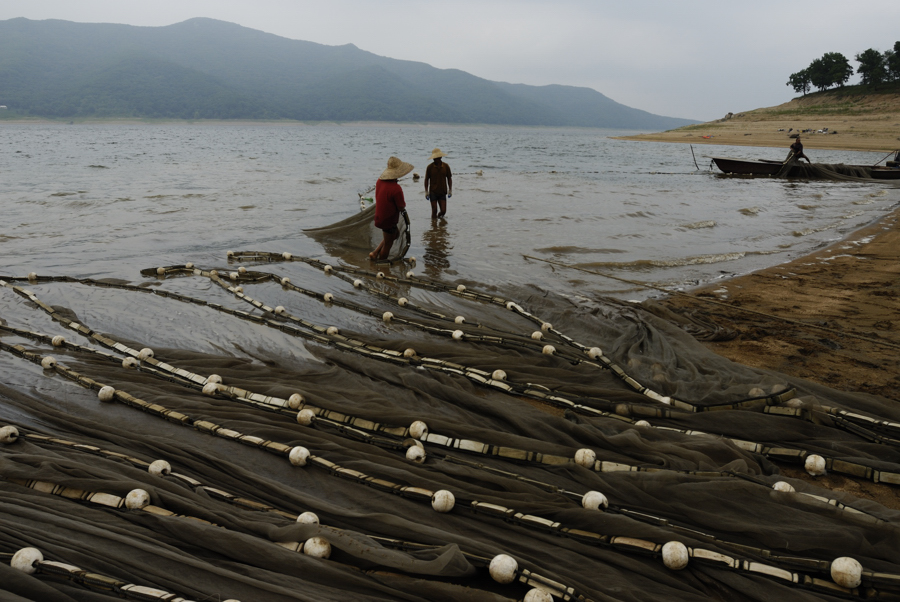
Le lac de la Songhua près de Wanggi